# إجراء عام (ديناميكا حرارية)

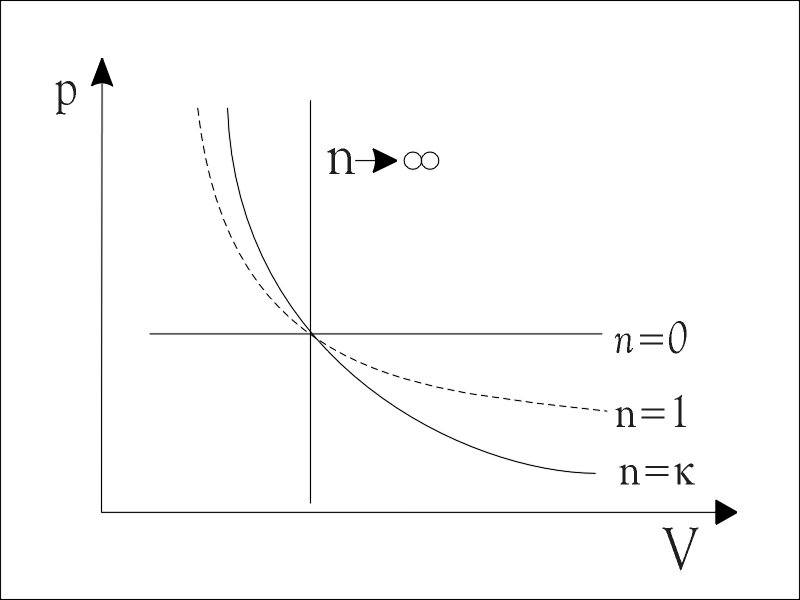

في الديناميكا الحرارية توصف عملية أنها إجراء عام (بالإنجليزية: Polytropic process)‏ أثناء عمليات التمدد أو الانضغاط الفعلي للغازات، بحيث تصبح العلاقة بين  الضغط والحجم P*V^n = c  حيث n  وc  ثوابت.
عندما تكون n=0 يصبح الإجراء إجراء ثبوت ضغط P=C .
 وعندما تكون n=1 يصبح الإجراء إجراء ثبوت درجة الحرارة Pv=c.
الشغل المبذول في حالة الإجراء العام يساوي:
{\displaystyle W_{b}=\int _{1}^{2}PdV=\int _{1}^{2}CV^{-n}dV=C{\frac {V_{2}^{-n+1}V_{1}^{-n+1}}{-n+1}}={\frac {P_{2}V_{2}-P_{1}V_{1}}{1-n}}}
و في حالة الغاز المثالي حيث أن C=P1*v1^n = p2*v2^n تصبح معادلة الشغل المبذول
{\displaystyle W_{b}={\frac {mR(T_{2}-T_{1})}{1-n}}\qquad n\neq 1}